# Ana de Bulgaria

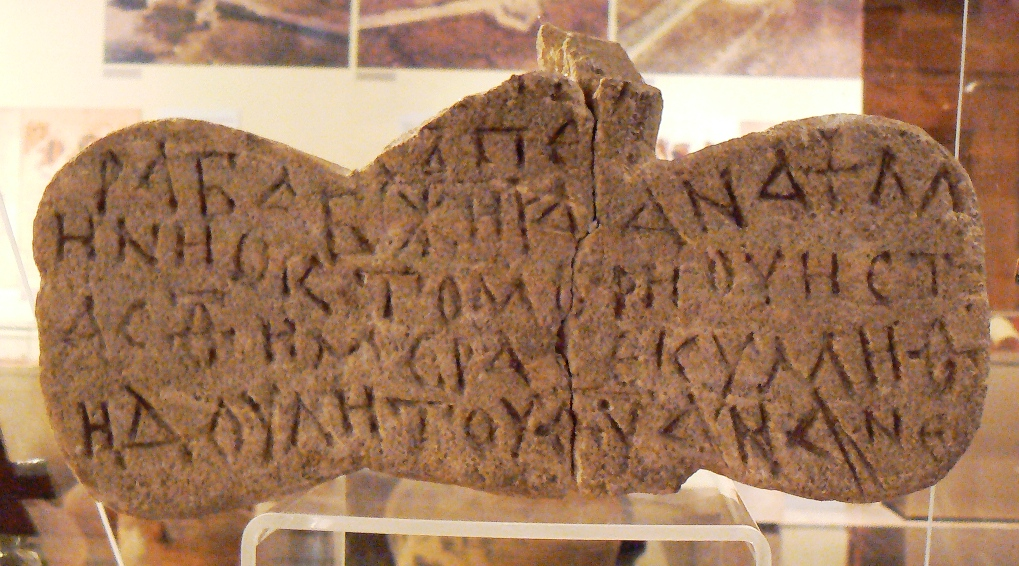
Réplica de la lápida bilingüe de Ana procedente de Preslav

Ana (fl. siglos IX y X) fue una princesa búlgara. Era hija del príncipe Boris I de Bulgaria (852–889).

## Biografía
Ana era la segunda hija y la menor de los seis hijos que Boris tuvo con su segunda esposa María. Sus hermanos fueron el príncipe Vladimir (r. 889–893), el zar Simeón el Grande (r. 893–927), los príncipes Gabriel y Jacobo y la princesa Eupraxia. Ana recibió el mismo nombre que la hermana de Boris.
Se casó con el tarkan Simeón, una figura influyente en el Primer Imperio búlgaro. Como su hermana mayor Eupraxia, Ana acabó siendo monja en un monasterio de Preslav, la capital búlgara. Su lápida, desenterrada en 1965 y escrita en griego medieval y antiguo eslavo eclesiástico, revela que  murió como monja un 9 de octubre de un año desconocido.
El reverso de la piedra presenta un retrato de la princesa en un vestido holgado, apuntando sus brazos hacia iglesias con cúpulas coronadas de una cruz en cada lado y aguantando un cetro en su mano derecha. Basándose en este retrato, es muy probable que Anna fuera un ktetor de dos iglesias.
En 1985, en la película búlgara Boris I, la princesa Ana fue interpretada por la actriz Adriana Petrova.